# Mudakeputu
Mudakeputu is een bestuurslaag in het regentschap Flores Timur van de provincie Oost-Nusa Tenggara, Indonesië. Mudakeputu telt 805 inwoners (volkstelling 2010).